# 恩里科·贝蒂
恩里科·贝蒂（Enrico Betti，1823年10月21日—1892年8月11日），意大利数学家。意大利统一后对数学的复兴起重大作用的人之一。曾在比萨大学学习数学，曾参加意大利独立战争，1865年获比萨大学教授职位，一直到去世。1862年任国会议员，1884年任参议员，1874年任短期教育部副部长。 
贝蒂早期工作涉及刚发表不久的伽罗瓦理论，他给当时还不太为人所知的代数方程的根式解的条件以明确的表述和证明。19世纪60年代，他研究椭圆函数论以及数学物理问题。他的重要工作是在拓扑学方面。1871年引进的貝蒂數，是重要的拓扑不变量。在黎曼影响下，研究数学物理，证明贝蒂定理（弹性论互逆定理），并应用格林方法于弹性理论和热学。